# Корсун
Корсун (рус. Корсун) малена је река која протиче североисточним делом Краснодарског краја на крајњем југозападу Руске Федерације. Тече преко територије Кубањско-приазовске низије, односно преко Новопокровског рејона. Притока је реке Јеје и део басена Азовског мора. 
Извире на маленом узвишењу код села Заречниј, а улива се након свега 11 km тока код станице Новопокровскаја. 